# Solotrek XFV
Solotrek XFV (от англ. exo-skeletal flying vehicle) — персональный летательный аппарат, конструктивно представляющий собой вертолёт поперечной схемы с винтами в кольцевых каналах. У микровертолёта 2 небольших винта над головой, центр тяжести расположен немного ниже них, поэтому человек сохраняет вертикальное положение при полёте.

## История создания
В 1996 году Майкл Мошье (англ. Michael Moshier) основал компанию Millennium Jet, Inc., которая в дальнейшем была переименована в Trek Aerospace. Планировалось разработать и наладить выпуск двух аппаратов: Solo Trek для одного человека и Duo Trek — для двух. Предполагалось начать выпуск аппарата с 2002 года.
С 2000 года DARPA инвестировало в разработку аппарата 5,1 миллиона долларов США. Заявлялось также, что поддержку проекту оказывали также NASA, BAE Systems, Silicon Valley Bank и ещё несколько компаний. Предполагалось, что основными покупателями аппарата станут военные и полицейские. Предполагалось, что цена микровертолёта составит около 300 тысяч долларов. Однако к 2002 году было осуществлено несколько кратковременных полётов на привязи и один — без, после чего финансирование проекта было прекращено.

## Тактико-технические характеристики
Летательный аппарат имеет следующие тактико-технические характеристики:
- вес — 130 кг,
- высота — 2,5 м,
- скорость — 130 км/ч,
- мощность ДВС — 140 л. с.,
- дальность полёта — около 200 км,
- максимальная продолжительность полёта — 90 мин.

В случае отказа двигателя предусмотрен парашют.

## Интересные факты
- Этот аппарат появлялся в фильме «Агент Коди Бэнкс». Сцена, где агент Коди Бэнкс (Фрэнки Муниз) и его наставник из ЦРУ Роника Майлз (Энджи Хэрмон) проникают в логово злодея, однако полёт был создан аниматорами.
- Также аппарат фигурировал в передаче «Разрушители мифов», где ведущие купили комплект деталей в попытке сделать похожий аппарат, но так и не смогли оторвать его от земли.